# Peter von Rittinger

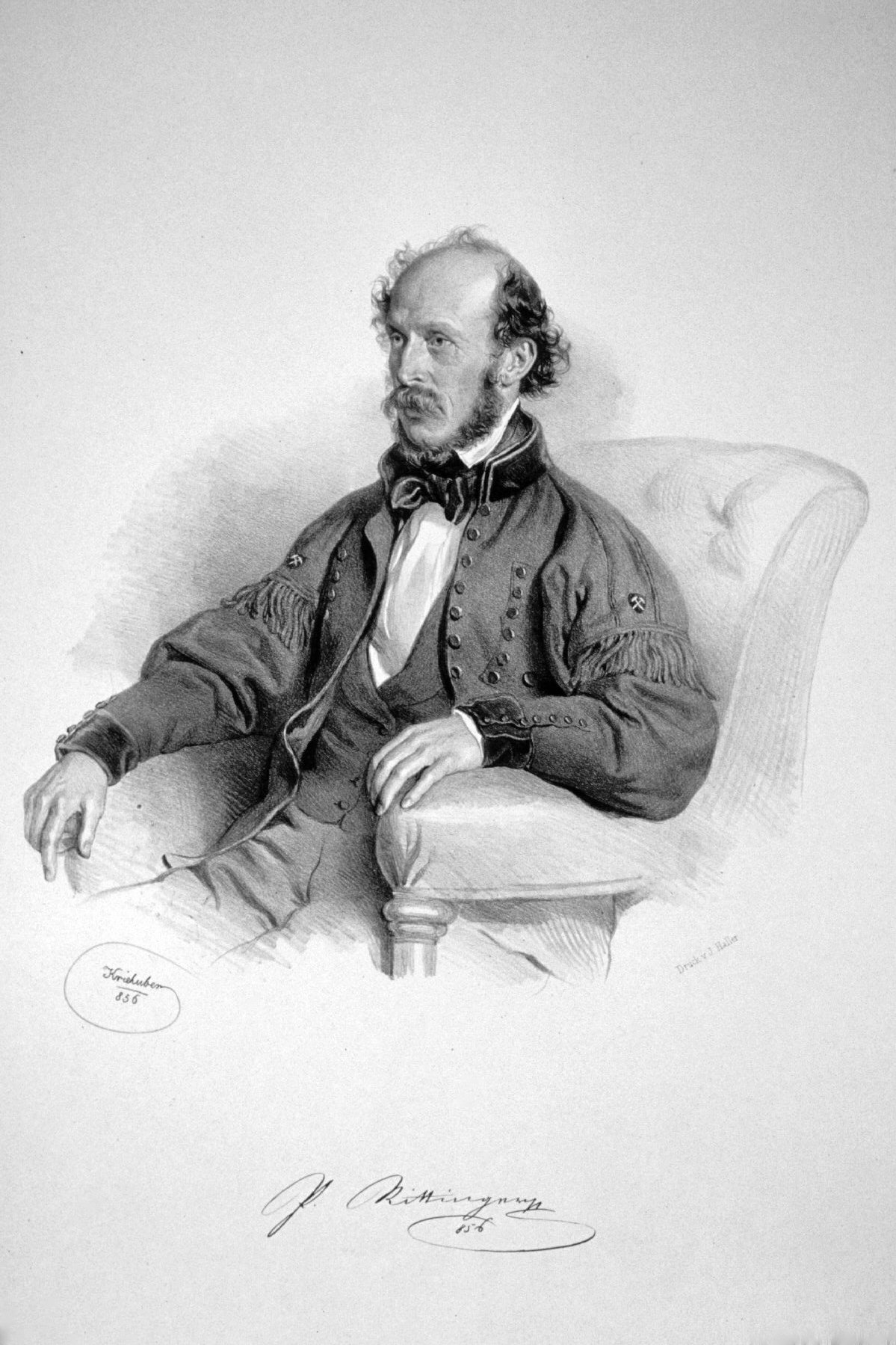
Peter von Rittinger, Lithographie von Josef Kriehuber, 1856

Peter von Rittinger (* 23. Januar 1811 in Neutitschein, Mähren; † 7. Dezember 1872 in Wien) war ein österreichischer Montanist und Pionier der Erzaufbereitung.

## Leben
Als Sohn armer Eltern besuchte er das Gymnasium in Leipnik (Lipník nad Bečvou, Mähren) und studierte unter großen Entbehrungen Philosophie und Rechte in Olmütz (Olomouc). Nach Beendigung der juristischen Studien wählte er das montanistische Fach an der Berg- und Forstakademie in Schemnitz (Banská Štiavnica, Slowakei). Nach Abschluss der Studien wurde er 1840 sofort als Pochwerk-Inspektor in den Staatsdienst übernommen. In dieser Funktion führte er einige Verbesserungen bei der Erzaufbereitung ein. 1845 erfolgte die Konstruktion des Spitzkastens, einer Anlage zum Klassieren feinkörniger Erze. Die Erze wurden von einem Flüssigkeitsstrom über eine Reihe hohlpyramidenförmiger Kästen geführt, in denen sie sich nach Korngrößen abschieden. 1849 erfolgte die Ernennung zum Bergoberamtsvorsteher des Joachimsthaler Reviers. In diesem Jahr erfolgte auch die  Erfindung des Kontinuierlichen Querstoßherdes. Die Einführung dieser Erfindung in die Aufbereitungstechnik bedeutete einen großen Fortschritt, da durch den Stoßherd eine kontinuierliche Arbeitsweise möglich gemacht wurde. Dieses Trennverfahren beruhte auf den verschiedenen spezifischen Gewichten der zusammen vorkommenden, die Trübe bildenden Erze, der anderen festen Stoffe und des Wassers, die sich bei Rittingers Konstruktion über die leicht geneigte Herdfläche in parabolischen Bahnen kontinuierlich abwärts bewegten. Auch die in Österreich gebräuchliche Methode zur Gewinnung von Salz geht auf Peter Rittinger zurück, der 1856 Versuche über die Reproduktion der im Wasserdampf gebundenen Wärme durch Wasserkraft behufs ihrer Verwendung zum Abdampfen der Salzsole durchführte und das Prinzip der Wärmepumpe erkannte. In der Folge wurde die Wärmepumpe in allen österreichischen Salinen zur Salzgewinnung eingesetzt.
1850 wurde er als Sektionsrat für das Kunstbau- und Aufbereitungsfach an das Ministerium für Landescultur- und Bergwesen nach Wien berufen. 1868 erfolgte schließlich Ernennung zum Ministerialrat im Finanzministerium. Zuletzt war er Verwaltungsleiter der Staatsdomänen und -forste und der Montanwerke. Er hinterließ zahlreiche Fachpublikationen zu seinem speziellen Fachgebiet, der Erzaufbereitung, in der er als international anerkannte Autorität galt.

## Ehrungen
1863 erhielt Rittinger den Orden der Eisernen Krone III. Klasse, der mit dem erblichen Ritterstand verbunden war. 1864 wurde ihm von Joachimsthal (Jáchymov) das Ehrenbürgerrecht verliehen.

## Erinnerungskultur
Im Jahr 1936 wurde in Wien-Floridsdorf (21. Bezirk) die Rittingergasse nach ihm benannt. Das Rittinger Institut, das Institut für Aufbereitung und Veredlung, der Montanuniversität Leoben trägt seit Jahren ebenfalls den Namen Peter von Rittingers. Im Jahre 1972 fand in Leoben auch das vom Bergmännischer Verband Österreichs in Zusammenarbeit mit dem Institut für Aufbereitung und Veredlung initiierte Rittinger-Symposium statt, an dem zahlreiche Experten auf dem Gebiet der Zerkleinerung teilnahmen.
Eine im Jahr 1873 beschaffte Dampflokomotive der Südbahngesellschaft wurde RITTINGER benannt.